# Homosexualität in Lesotho

Lesotho auf der politischen Weltkarte

Lesben, Schwule, Bisexuelle und Transgender (LGBT) stehen in Lesotho vor rechtlichen Herausforderungen, die für Nicht-LGBT-Personen nicht gelten. Der Staat erkennt weder gleichgeschlechtliche Ehen oder Lebenspartnerschaften an, noch gibt es ein Antidiskriminierungsgesetz aufgrund der sexuellen Orientierung oder der Geschlechtsidentität.
Dennoch entwickelt sich die Einstellung gegenüber Mitgliedern der LGBT-Gemeinschaft langsam weiter und wird im Einklang mit dem weltweiten Trend toleranter und akzeptanter. Im Jahr 2012 wurde Homosexualität in Lesotho legalisiert, und am 18. Mai 2013 fand der erste LGBT-Pride-Marsch im Land statt.

## Historische Entwicklung
Homosexualität und gleichgeschlechtliche Beziehungen sind in Lesotho seit Jahrhunderten dokumentiert. Bei den Basotho gab es eine Tradition von jungen Männern, genannt boukonchana oder inkotshane, die sich in der Regel als Frauen kleideten, mit Frauen assoziierte Arbeiten wie Kochen und das Holen von Wasser und Feuerholz verrichteten und mit ihren älteren Ehemännern Schenkelverkehr unter vier Augen hatten. Darüber hinaus durften sie sich keine Bärte wachsen lassen und nicht ejakulieren. Wenn sie das Mannesalter erreichten, wurde die Beziehung aufgelöst, und der Junge konnte sich eine eigene boukonchana nehmen, wenn er das wollte. Diese Beziehungen, die auch als „Minen-Ehen“ bezeichnet wurden, da sie unter Bergleuten im benachbarten Südafrika üblich waren, hielten bis in die 1970er-Jahre an. Dennoch war es durchaus üblich, dass der Numa auch eine heterosexuelle Ehefrau hatte. Lesbische Beziehungen gab es auch in Form von motsoalle. Dieser Begriff bezeichnet eine feste, langfristige Bindung zwischen zwei Frauen mit unterschiedlichen Graden der körperlichen Intimität. Im Laufe der Zeit verschwanden die motsoalle-Beziehungen in Lesotho.
Im Jahr 1914 versuchten die Kolonialbeamten, diese Praktiken zu unterbinden, jedoch ohne Erfolg. Bis 1941 waren Boukonchana-Beziehungen, öffentliches Crossdressing und gleichgeschlechtliche Eheschließungen in Lesotho und in der Basotho-Gemeinschaft in Südafrika gang und gäbe. In den letzten Jahren versuchten die Behörden jedoch, Diskussionen über dieses Thema zu unterdrücken und zu zensieren. Heutzutage wird weithin geleugnet, dass diese Praktiken jemals stattgefunden haben, und Basotho-Männer haben einen starken „Macho-Ruf“, in dem heterosexuelle Promiskuität weithin gefeiert wird.

## Legalität
Im Jahr 2012 wurden in Lesotho gleichgeschlechtliche Handlungen von Männern legalisiert.
Zuvor waren gleichgeschlechtliche Handlungen von Männern in Lesotho als gewohnheitsrechtlicher Straftatbestand illegal, wurden aber nicht durchgesetzt. Gleichgeschlechtliche sexuelle Handlungen von Frauen waren nie verboten worden.
Nach dem Ehegesetz Nr. 10 von 1974 und dem Gewohnheitsrecht von Lesotho ist die Ehe nur für verschiedengeschlechtliche Paare zulässig. Der Child Welfare and Protection Act von 2011 regelt Adoptionen in Lesotho. Nach diesem Gesetz können nur verheiratete Paare gemeinsam ein Kind adoptieren. Alleinstehenden Männern und gleichgeschlechtlichen Paaren ist die Adoption nicht gestattet.

## Gesellschaftliche Situation
Ähnlich wie in anderen Ländern des südlichen Afrikas sind Berichte über Diskriminierung, Ablehnung durch die Familie, Gewalt und Belästigung gegenüber LGBT-Personen keine Seltenheit.
LGBT-Basotho können bei der Beschäftigung, beim Zugang zur Gesundheitsversorgung, beim Wohnen, beim Zugang zur Bildung und in anderen Bereichen diskriminiert werden. Viele LGBT-Menschen verbergen daher ihre sexuelle Orientierung. Darüber hinaus sind sie durch HIV/AIDS-Infektionen ernsthaft gefährdet, da Lesotho die zweithöchste HIV-Prävalenz der Welt aufweist, und Berichten zufolge 25 % der basothischen Bevölkerung infiziert sind. LGBT-Aktivisten beginnen, sich an HIV-positive Menschen zu wenden und Präventionsstrategien anzubieten.

### Aktivismus
Am 18. Mai 2013 fand der erste LGBT-Pride-Marsch im Stadtzentrum von Maseru statt und wurde von der Matrix Support Group organisiert. Nach Angaben der Organisatoren war die Veranstaltung sehr erfolgreich, die Behörden unterstützten die Teilnehmer und stellten eine Eskorte zur Verfügung.
Die Matrix Support Group ist eine LGBT-Nichtregierungsorganisation. Sie ist bestrebt, ein Umfeld zu schaffen, in dem LGBT-Personen ihre Menschenrechte frei ausüben und zur sozialen, politischen und wirtschaftlichen Entwicklung Lesothos beitragen können. 2009 wurde sie gegründet und im Jahr darauf vollständig bei den Behörden registriert. Seitdem finden jährlich Pride-Märsche und Veranstaltungen statt, an denen einige hundert Menschen teilnehmen.